# Царица Милица и Владета војвода
Царица Милица и Владета војвода је народна епска песма косовског циклуса који обухвата песме у којима је опеван ток и исход сукоба турске и српске војске на Косову пољу 28. јуна 1389. године. Први пут ју је записао Вук Стефановић Караџић у делу Пјесме јуначке најстарије, књига друга 1845.
У овој песми, као и у свим песмама косовског циклуса, доминирају два главна мотива дата у контрасту: мотив херојске погибије српских хероја и мотив издаје оних који су преживели, односно подвиг Милоша Обилића и издаја Вука Бранковића.
По овој песми, прве несрећне гласове о косовском окршају доноси кнегињи Милици војвода Владета.